# Sacha Pfeiffer
Pour les articles homonymes, voir Pfeiffer.
Sacha Pfeiffer, née à Columbus (Ohio) le 7 septembre 1971, est une journaliste américaine, précédemment animatrice à la radio.

## Biographie
Elle est connue pour son travail avec l'équipe de Spotlight dirigée par le Boston Globe. Elle a été membre du groupe de journalistes qui a remporté le prix Pulitzer du service public en 2003 pour leur dénonciation de la dissimulation faite par l'Église catholique romaine d'abus sexuels commis par le clergé.

## Filmographie
- 2015 : Spotlight interprétée par Rachel McAdams